# André Tiraqueau
André Tiraqueau (en latin Andreas Tiraquellus), né à Fontenay-le-Comte vers l'an 1488 et mort en 1558, est un jurisconsulte français du XVIe siècle, qui a accueilli dans son cercle érudit les jeunes moines François Rabelais et Pierre Lamy. Il suscita un renouveau d'intérêt pour la question de la condition féminine, aussi connue sous le nom de querelle des femmes.
Dans l'ancienne commune de Saint-Philbert-du-Pont-Charrault, une rue du village se nomme Rue Tiraqueau en référence au personnage d'André Tiraqueau qui résidait au lieu-dit de la Barbinière.
A Fontenay-le-Comte, le nom Tiraqueau et porté par le collège public de la ville.

## Biographie
André Tiraqueau exerça comme juge prévôtal et lieutenant-général du Sénéchal du Poitou à Fontenay-le-Comte. Il prit activement part au Cénacle de Fontenay-le-Comte, un cercle d'érudits composé principalement de juristes et de grands humanistes, philosophes, connaisseurs de littérature antique, philologues, historiens et médecins. Tiraqueau y fréquenta entre autres Pierre Lamy, Guillaume Budé et François Rabelais, dont il devint l'ami, et qui lui témoigna maintes marques d'estime - le Tiers Livre de François Rabelais est en grande partie inspiré du De legibus (« Traité des lois ») de Tiraqueau. Il entretint des rapports amicaux avec Christofle de Thou, Michel de l'Hospital et Charles Dumoulin. En 1541, il fut appelé par le roi à siéger au Parlement de Paris, après avoir refusé, quelques années auparavant, un siège au Parlement de Bordeaux. Ses connaissances encyclopédiques et sa finesse d'esprit lui valurent d'être appelé par Théodore de Bèze « le Varron de son siècle ».

## L'œuvre écrite
L'œuvre d'André Tiraqueau fut de première importance pour le développement de la culture juridique française et connut un très grand succès. Il a écrit de nombreux traités, dont les plus fameux sont le De nobilitate (« Traité de la noblesse ») et le De poenis temperandis (« Traité de la modération des peines »), traité qui expose 64 causes de diminution des peines.
La valeur de ses écrits, inspirés des auteurs grecs et latins (Platon, Aristote, Galien et Cicéron) ne réside pas tant dans l'apport de solutions neuves que dans la contribution qu'il apporta, en temps de troubles, à la réorganisation des diverses institutions juridiques, à la frontière du droit commun et du droit coutumier. 
Tiraqueau réactiva la Querelle des femmes en affirmant, dans son traité De legibus connubialibus le rôle protecteur du mari et, partant, la supériorité de l'homme sur la femme. Le Tiers livre de Rabelais se fait écho de certaines de ses idées par l’intermédiaire de Panurge.  

## Œuvres

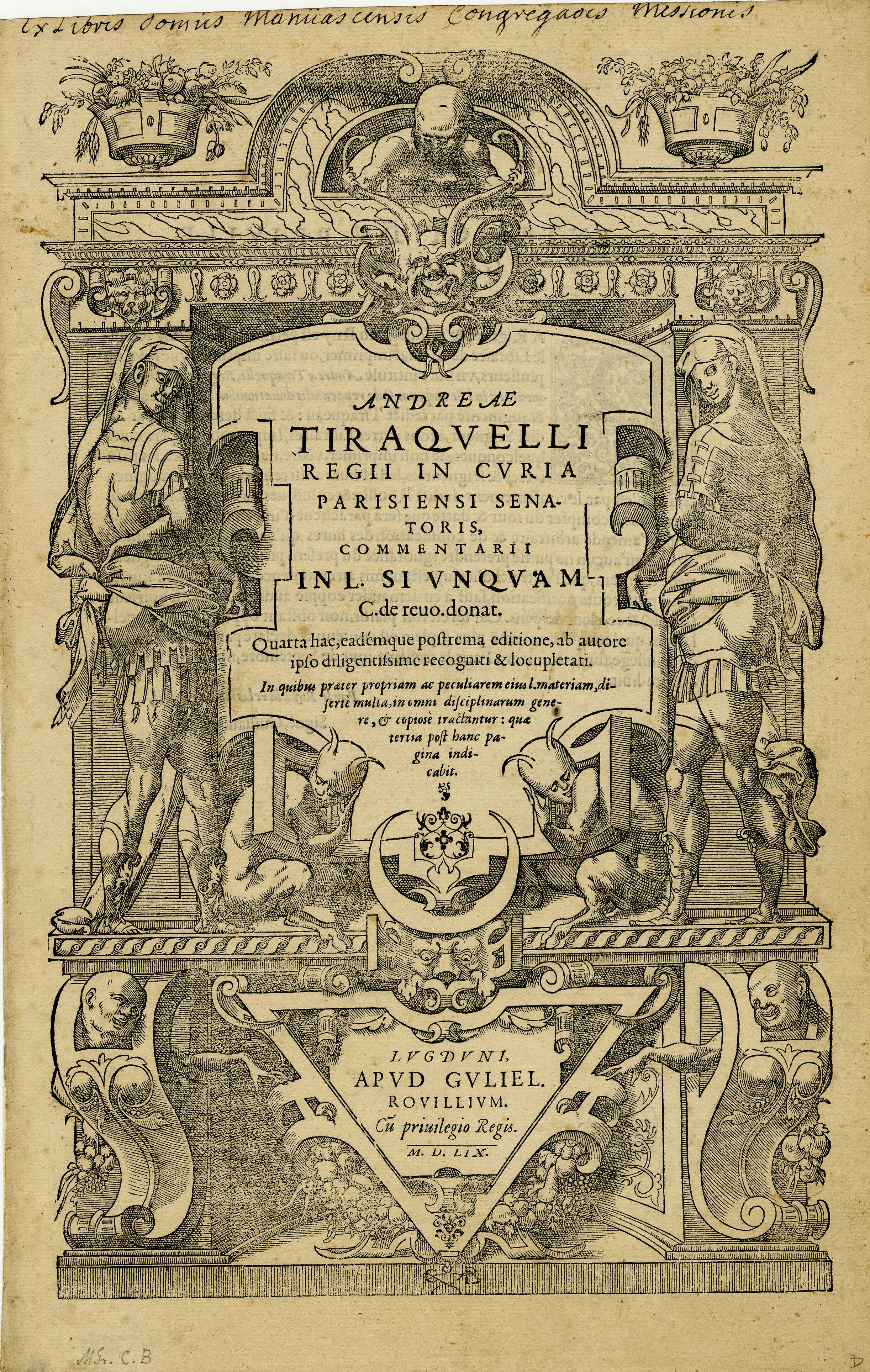
Frontispice des Commentaires sur la révocation des donations, 1554

- De legibus connubialibus et de jure mariti (« Des Lois du mariage »), traité en latin (1513).
  - (la) De legibus connubialibus, Venise, Giovanni Battista Somasco, 1588 (lire en ligne)

Divers traités : 
De nobilitate et jure primigeniorum 1549
- Cessante causa, cessat effectus ;
- « Le mort saisit le vif » chez Jacob Kerver, Paris 1554 ; à propos de la loi romaine Romaine des successions.
- De Jure constituti possessorii ;
- L. Boves § hoc sermone de verborum significatione ;
- De Poenis legum temperandis aut remittendis ;
- De Privilegiis piae causae ;
- De Praescriptionibus ;
- In tit. De Judicio in rebus exiguis ferendo ;
- In tit. Res inter alios actas aliis non praejudicare.

De legibus connubialibus, édition de 1588